# Comuna Vodeane, Verhnodniprovsk
Vodeane (în ucraineană Водяне) este o comună în raionul Verhnodniprovsk, regiunea Dnipropetrovsk, Ucraina, formată din satele Andriivka, Didenkove, Krîvonosove, Mîkolaiivka, Soloviivka, Tomakivka, Vodeane (reședința), Zelene și Zubotreasivka.

## Demografie
Componența lingvistică a satului Vodeane
     Ucraineană (92,46%)
     Rusă (7,04%)
     Alte limbi (0,25%)
Conform recensământului din 2001, majoritatea populației satului Vodeane era vorbitoare de ucraineană (92,46%), existând în minoritate și vorbitori de rusă (7,04%).